# Uramya pictipennis
Uramya pictipennis là một loài ruồi trong họ Tachinidae.